# Сайто (город)
Сайто (яп. 西都市 Сайто-си) — город в Японии, находящийся в префектуре Миядзаки. Площадь города составляет 438,56 км², население — 31 048 человек (1 августа 2014), плотность населения — 70,80 чел./км².

## Географическое положение
Город расположен на острове Кюсю в префектуре Миядзаки региона Кюсю. С ним граничат город Миядзаки, посёлки Таканабе, Кидзё, Синтоми, Кунитоми, Мисато и сёла Нисимера, Сииба.

## Население
Население города составляет 31 048 человек (1 августа 2014), а плотность — 70,80 чел./км². Изменение численности населения с 1980 по 2005 годы:
| 1980 | 37 836 чел. |  |
| 1985 | 38 370 чел. |  |
| 1990 | 37 218 чел. |  |
| 1995 | 36 331 чел. |  |
| 2000 | 35 381 чел. |  |
| 2005 | 34 087 чел. |  |

## Символика
Деревом города считается восковница красная, цветком — Rhododendron dilatatum, птицей — Cettia diphone.